# Lometa (Texas)
Lometa es una ciudad ubicada en el condado de Lampasas en el estado estadounidense de Texas. En el Censo de 2010 tenía una población de 856 habitantes y una densidad poblacional de 375,57 personas por km².

## Geografía
Lometa se encuentra ubicada en las coordenadas 31°12′59″N 98°23′33″O / 31.21639, -98.39250. Según la Oficina del Censo de los Estados Unidos, Lometa tiene una superficie total de 2.28 km², de la cual 2.28 km² corresponden a tierra firme y (0%) 0 km² es agua.

## Demografía
Según el censo de 2010, había 856 personas residiendo en Lometa. La densidad de población era de 375,57 hab./km². De los 856 habitantes, Lometa estaba compuesto por el 78.62% blancos, el 1.87% eran afroamericanos, el 0.23% eran amerindios, el 0.58% eran asiáticos, el 0% eran isleños del Pacífico, el 15.42% eran de otras razas y el 3.27% pertenecían a dos o más razas. Del total de la población el 35.51% eran hispanos o latinos de cualquier raza.